# Kingswood (Stroud)
Pour les articles homonymes, voir Kingswood.
Kingswood est une paroisse civile et un village du Gloucestershire, en Angleterre.